# GamesRadar
A GamesRadar egy videójátékokkal foglalkozó weboldal ahol előzetesek, tesztek, videók, csalások és hírek találhatók. CheatPlanet.com néven is ismert. A GamesRadarnak megközelítőleg 3,25 millió látogatója van havonta, ebbe beletartozik a CheatPlanet látogatóinak száma amit 2005-ben vásárolt meg a Future Publishing.
2007. szeptember 11-én a GamesRadarnak elindították a letöltési részlegét a Fileradart.
2008. február 7-én a weboldal teljes arculatváltáson esett át.
A weboldal PC-s részlegét az amerikai PC Gamer magazin vezeti.
2008. augusztus 14-én bejelentették, hogy a brit és az amerikai fórum egyesülni fog. Ennek hatására a brit fórum tagjai létrehozták a GRcade weboldalt.

## Podcast
A TalkRadar a GamesRadar heti podcastja. Minden podcast a GamesRadar heti Top 7-ével (7 legjobb játék) kezdődik.

A TalkRadar jelenlegi vezetői:

Chris Antista

Brett Elston

Mikel Reparaz

Charlie Barratt

Tyler Wilde

Henry Gilbert

Lizzie Cuevas
A TalkRadar eredeti vezetői:

Shane Patterson

Paul Ryan